# Barocco (film 1976)
Barocco  è un film del 1976 diretto da André Téchiné.

## Trama
Walt, direttore del giornale di una piccola città portuale, potrebbe pubblicare la notizia di una relazione omosessuale tra il pugile Samson con un candidato delle prossime elezioni.
Il pugile riceverebbe una ingente somma da Gauthier del partito avversario, ma una somma equivalente gli viene offerta dal partito del candidato coinvolto e lui decide di partire con la sua amica Laure.
Alla stazione Gauthier si rifiuta di restituire la somma pagata da Gauthier e viene ucciso dai suoi scagnozzi. Laure, che aveva nascosto il denaro, avvisa la polizia ma viene subito dopo raggiunta da uno degli assassini che assomiglia a Samson, ne rimane fortemente turbata e decide di aiutarlo a fuggire con lui, sviando le indagini.
Laure e l'assassino si apprestano a partire su di una nave da crociera dove si deve imbarcare anche Walt ma Gauthier ha dato ordine ad altri suoi uomini di uccidere l'uomo che accompagna la ragazza e fatalità viene ucciso proprio Walt.
Laure viene accompagnata dal compagno a bordo della nave e parte.

## Premi e riconoscimenti
- 3 Premi César 1977 (su 9 nomination): miglior attrice non protagonista (Marie-France Pisier), miglior fotografia, miglior musica